# Wiesent (rivier)
De Wiesent is een zijrivier van de Regnitz en met een lengte van 78 kilometer de belangrijkste rivier in de Fränkische Schweiz.

## Stroomgebied
De bron van de rivier ligt bij Steinfeld (gemeente Stadelhofen) en de rivier stroomt in zuidoostelijke richting naar Behringersmühle. Hier mondt de Püttlach uit in de Wiesent. Vervolgens buigt de Wiesent af naar het westen en mondt bij Forchheim uit in de Regnitz.

## Zijrivieren
De belangrijkste zijrivieren zijn:
- Kainach
- Truppach
- Zeubach
- Aufseß
- Püttlach
- Leinleiter
- Trubach
- Ehrenbach
- Reithgraben
- Breitenbach

## Plaatsen langs de Wiesent
- Steinfeld
- Treunitz
- Loch
- Wiesentfels
- Hollfeld
- Plankenfels
- Waischenfeld
- Behringersmühle
- Muggendorf
- Streitberg
- Niederfellendorf
- Ebermannstadt
- Forchheim

## Afbeeldingen

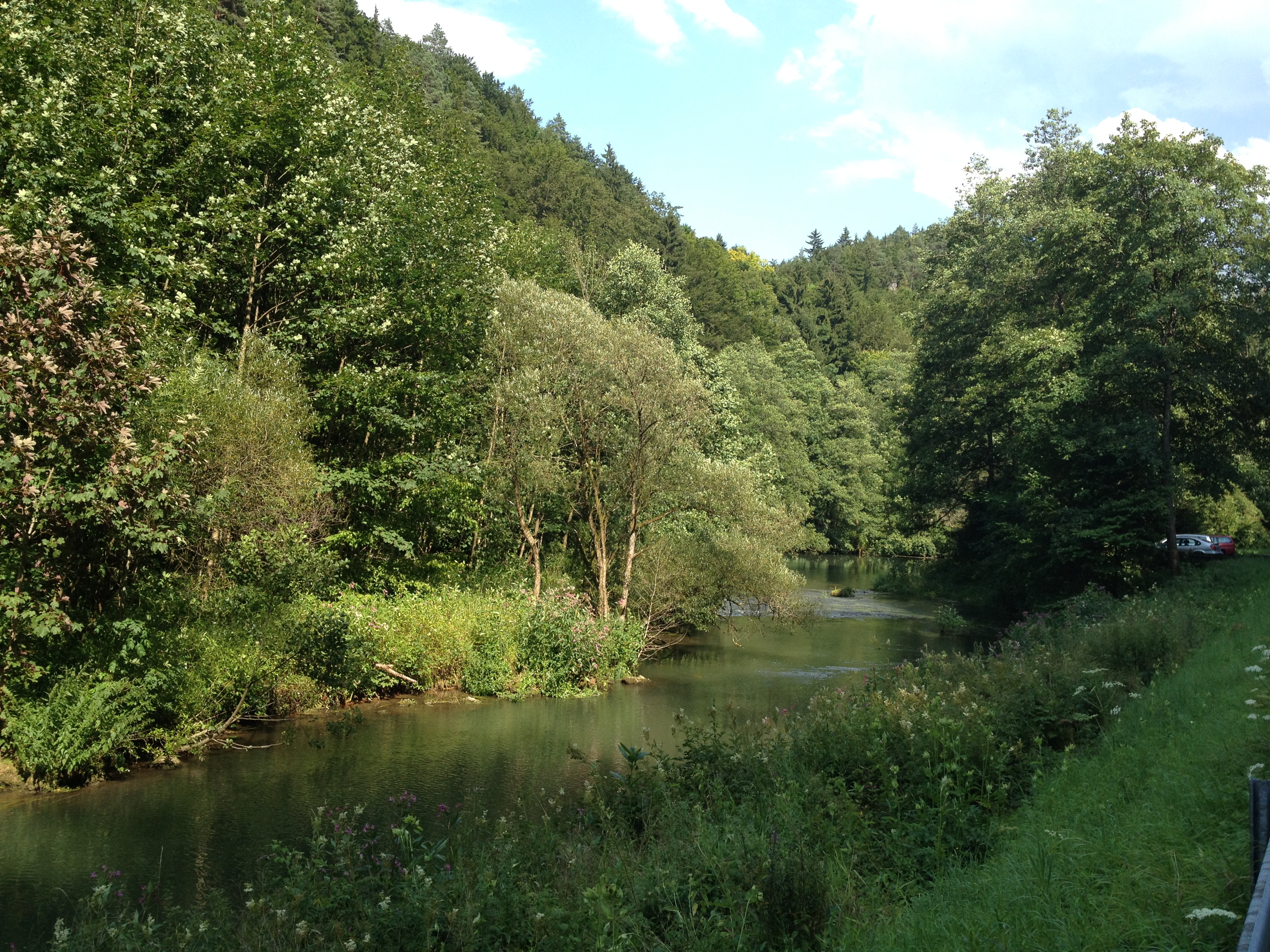
Bij Engelhardsberg
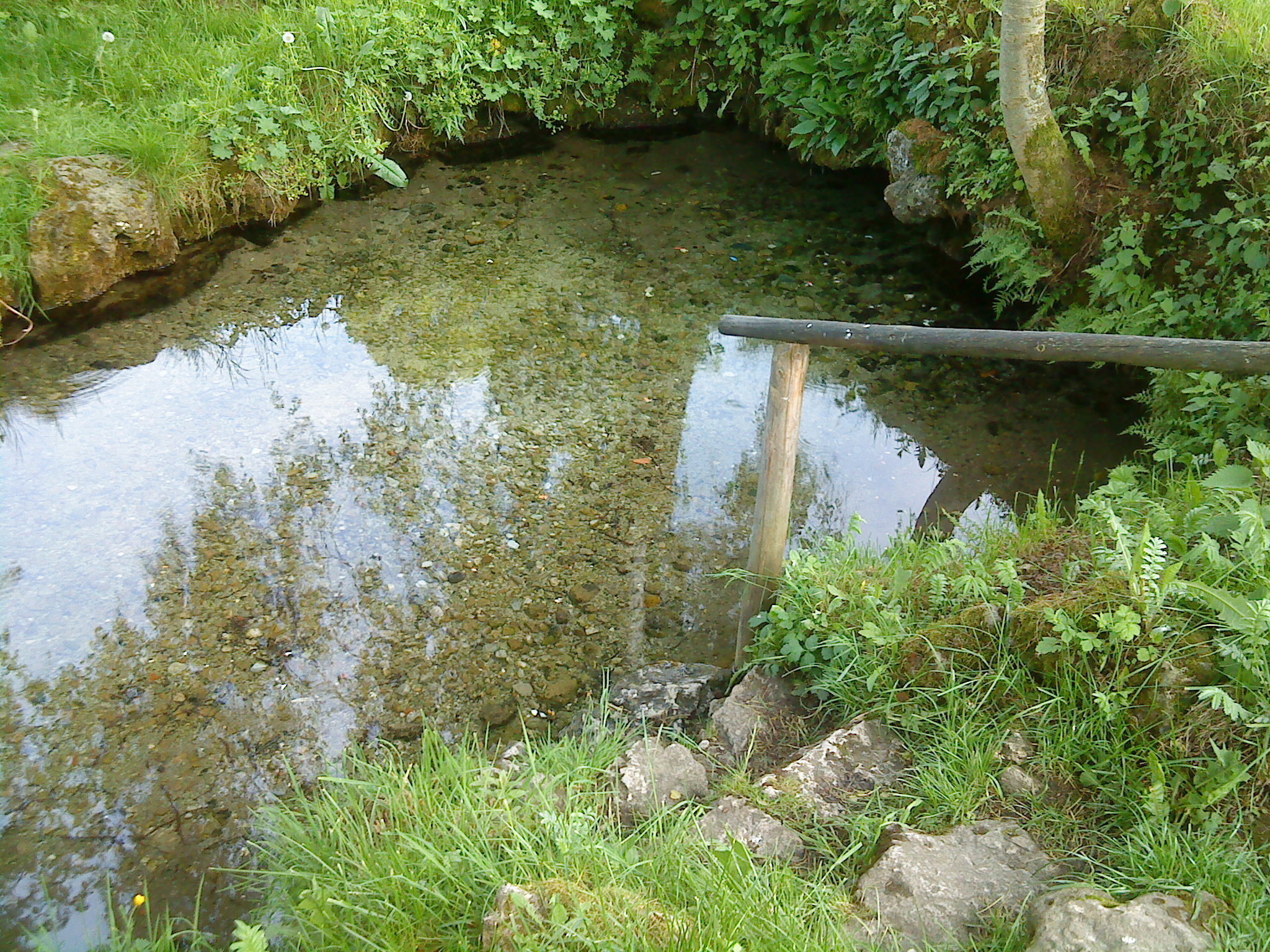
Bron in Steinfeld
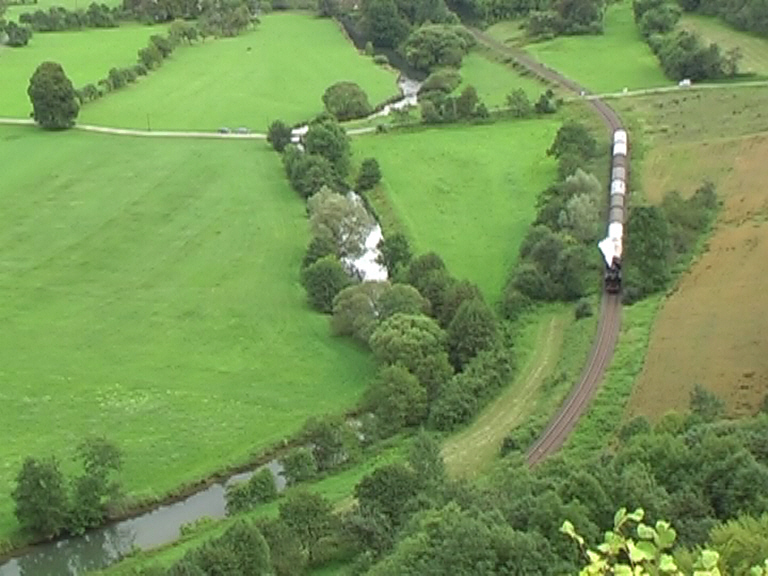
Museumspoorbaan
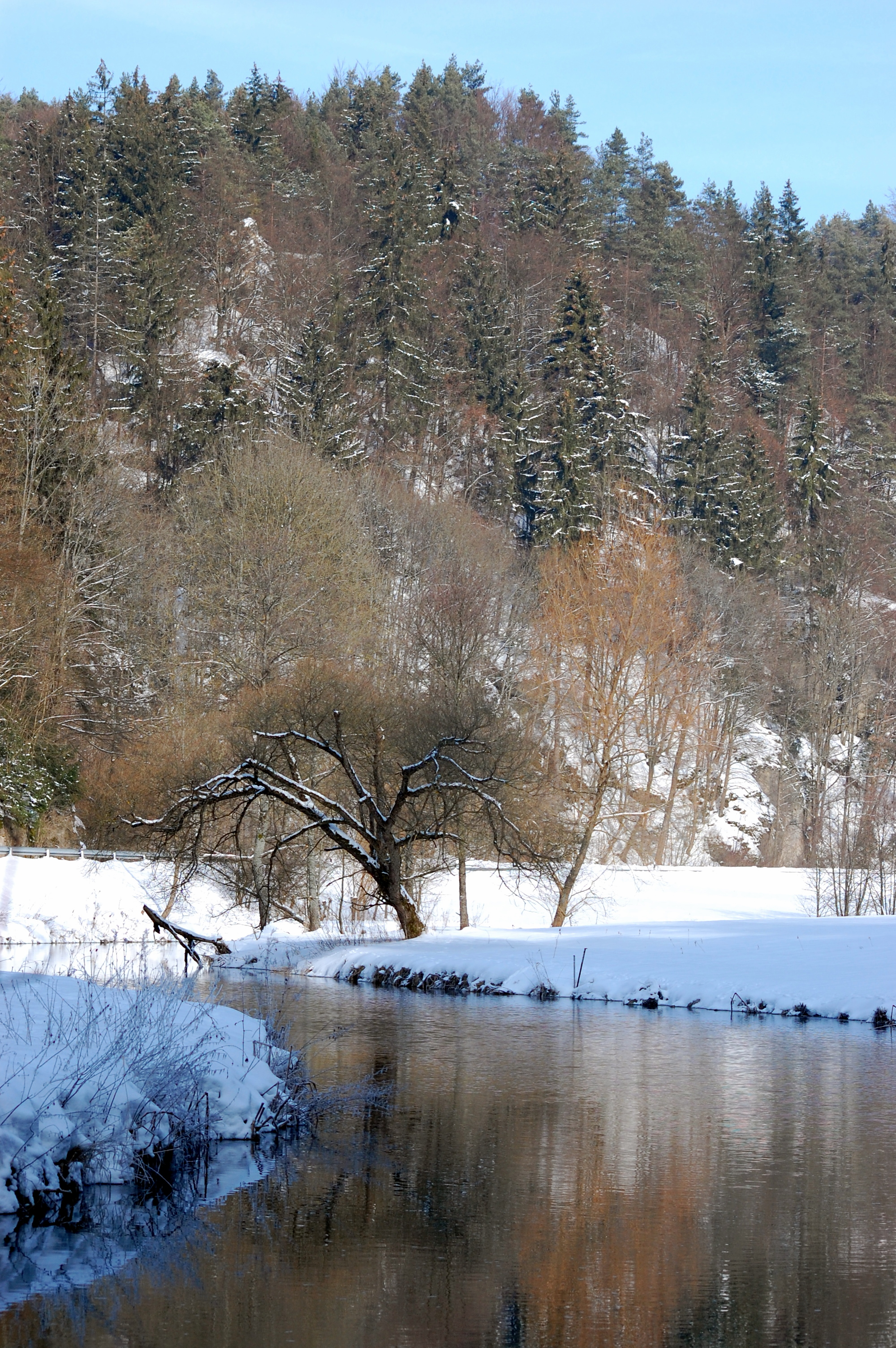
Bij burcht Rabeneck
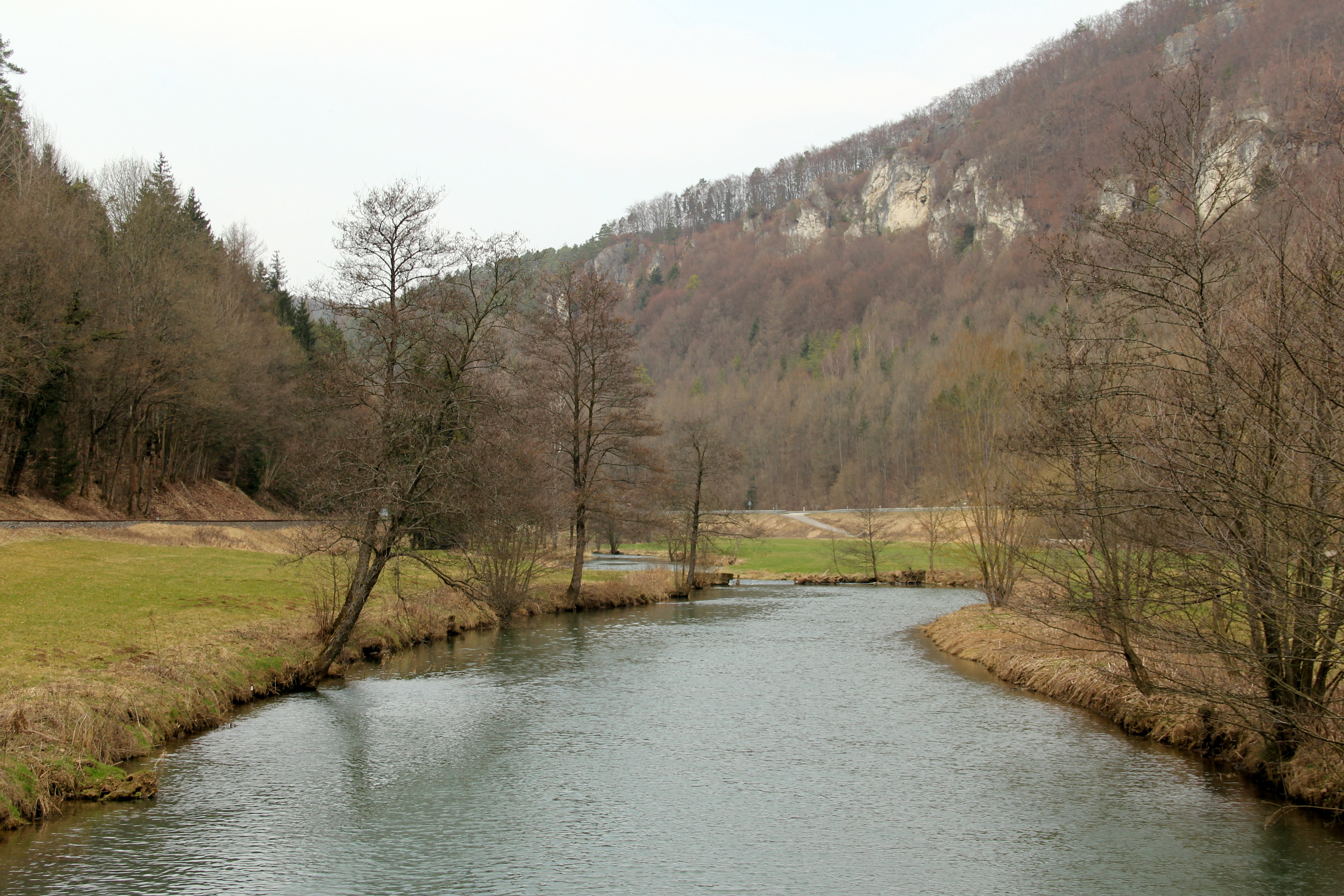
Bij Muggendorf